# Lloyd Johansson
Pour les articles homonymes, voir Johansson.

a Compétitions nationales et continentales officielles uniquement.

b Matchs officiels uniquement.
Dernière mise à jour le 25 mars 2024.
Lloyd Johansson, né le 2 mai 1985 à Melbourne (Australie), est un joueur international australien de rugby à XV. Il évolue au poste de trois-quarts centre ou de demi d'ouverture.

## Biographie

### Jeunesse et formation
Lloyd Johansson est né à Melbourne, d'une famille d'ascendance tongienne et suédoise. Lors de son enfance, il pratique parallèlement le football australien et le rugby à XV, avant de se focaliser dans ce dernier sport lors de l'adolescence. En 2000, il représente l'équipe des moins de 16 ans de l'État du Victoria, puis la sélection australienne de cette même catégorie d'âge,.
Repéré par ses performances, il reçoit alors une bourse d'études de la part de la réputée Southport School de Gold Coast dans le Queensland. Avec l'équipe de rugby de l'établissement, il remporte le championnat scolaire du Queensland en 2003. En 2002 et 2003, il fait partie de la sélection scolaire australienne.
Après avoir terminé sa scolarité, il commence sa carrière en 2004 avec le club amateur des Gold Coast Breakers en Queensland Premier Rugby, et remporte le championnat dès cette première saison.
Plus tard en 2004, il est sélectionné avec l'équipe d'Australie des moins de 19 ans pour disputer le championnat du monde junior en Afrique du Sud,.

### Début de carrière dans le Queensland
En 2005, Lloyd Johansson est retenu dans l'effectif de la franchise des Queensland Reds pour disputer la saison 2005 de Super 12,. Il joue son premier match le 23 avril 2005 contre les Sharks, en tant que remplaçant, alors qu'il est âgé de 19 ans. Il est titulaire pour la première fois un mois plus tard, pour un match face aux Brumbies,. Lors de cette première saison, il joue un total de quatre rencontre, dont une titularisation.
À la suite de sa saison de Super 12, il est sélectionné avec l'équipe australienne des moins de 21 ans pour disputer le mondial junior 2005 en Argentine,. Son équipe termine deuxième de la compétition, après une défaite en finale face à l'Afrique du Sud.
Deux mois après le mondial des moins de 21 ans, il est sélectionné avec l'équipe d'Australie pour disputer le dernier match du Tri-Nations 2005. Sa sélection, malgré sa grande inexpérience du haut niveau, se fait dans un contexte de nombreuses blessures à son poste. Johansson obtient sa première sélection le 3 septembre 2005 contre l'équipe de Nouvelle-Zélande à Auckland,. Remplaçant au coup d'envoi, il entre en jeu à la 67e minute à la place de Clyde Rathbone, et inscrit un essai sur le premier ballon qu'il touche,. En octobre 2005, il est à nouveau sélectionné avec les Wallabies pour disputer la tournée en Europe,. Lors de la tournée, il est titulaire avec l'Australie A face aux Barbarians français, puis dispute deux test-matchs en tant que remplaçant, face à la France et l'Angleterre,,.
Lors de la saison 2006 de Super 14, il voit son temps de jeu augmenter avec les Reds, malgré une blessure à l'épaule en cours de saison,. Il reste néanmoins essentiellement remplaçant, avec deux titularisations en neuf matchs joués,. À la fin de la saison, malgré la convoitise d'équipes comme les Bumbies ou les Waratahs, il prolonge son contrat avec les Reds pour deux saisons supplémentaires,. 
En juin 2006, il est à nouveau sélectionné avec l'équipe d'Australie des moins de 21 ans pour disputer le Championnat du monde en France. Il est titulaire lors des cinq matchs de son équipe, qui termine à la quatrième place,.
En septembre de la même année, il dispute avec les Reds l'unique édition de l'Australian Provincial Championship, que son équipe termine à une place de finaliste,. Deux mois plus tard, il affronte l'équipe du Japon avec le Prime Minister's XV, une sélection australienne s'apparentant à une équipe d'Australie B.
En 2007, il ne parvient pas à augmenter son remps de jeu, subissant notamment les émergences de Berrick Barnes et de Quade Cooper. Lors de la saison, il se fait remarquer négativement par un placage dangereux sur Stirling Mortlock, qui lui vaut deux semaines de suspension. Plus tard dans l'année, il est nommé capitaine des East Coast Aces en Australian Rugby Championship, mais ne joue finalement qu'une poignée de match à cause d'une blessure,.
Sa saison 2008 est encore plus délicate dans la mesure où, avec le recrutement de Morgan Turinui et Chris Siale, il ne joue pas le moindre match,. En fin de contrat, il est logiquement non-conservé au terme de cette quatrième saison dans le Queensland.

### Passage en Italie et au Japon
Souhaitant relancer sa carrière, Lloyd Johansson rejoint l'équipe italienne de Viadana en Super 10, avec qui il joue pendant deux saisons. Avec ce club, il est finaliste du championnat à deux reprises.
En 2010, il s'engage avec les Honda Heat en deuxième division japonaise. Il ne reste qu'une saison, avant de décider de rentrer en Australie,.

### Fin de carrière à Melbourne
De retour dans sa ville natale de Melbourne, Lloyd Johansson est mis à l'essai par la franchise des Melbourne Rebels à l'occasion d'une série de matchs amicaux en Europe. Convaincant lors de cette tournée, il obtient un contrat d'un an pour la saison 2012 de Super Rugby,. Dans un effectif comportant notamment James O'Connor et Stirling Mortlock à son poste préférentiel de premier centre, il joue sept matchs, dont quatre titularisations,. Il n'est pas conservé au terme de son contrat,.
Restant vivre dans l'État du Victoria où il travaille désormais, il continue à jouer au niveau amateur avec le Melbourne Harlequin en Dewar Shield. Alors que sa carrière professionnelle semble terminée, il rejoint en 2014 l'effectif du Melbourne Rising pour la saison inaugurale du National Rugby Championship (NRC),. Il joue quatre saisons avec cette équipe, et trente-deux matchs, avant de se contenter à nouveau du Dewar Shield à partir de 2017.
En 2021, il décide de terminer sa carrière avec Bond University en Queensland Premier Rugby, club successeur des Gold Coast Breakers avec qui il avait commencé sa carrière en 2004.

## Palmarès

### En club
- Vainqueur du Queensland Premier Rugby en 2004 avec les Gold Coast Breakers.
- Finaliste de l'Australian Provincial Championship en 2006 avec les Queensland Reds.
- Finaliste du Super 10 en 2009 et 2010.
- Vainqueur du Dewar Shield en 2013, 2014, 2015 et 2017 avec le Melbourne Harlequin.

### En équipe nationale
- Finaliste du Championnat du monde des moins de 21 ans en 2005.